# Удружење књижевника Врања
Удружење књижевника Врања (УКВ) основано је 11. децембра 2009. године у Врању, на иницијативу дванаест књижевних стваралаца са југа Србије. За првог председника изабран је Зоран С. Николић, књижевник из Врања, а за почасног председника универзитетски професор Момчило Златановић. Председник удружења данас је дечји песник и прозни писац Жикица Димитријевић.

## Оснивање и историјат
Удружење књижевника Врања (УКВ) одржало је оснивачку скупштину у просторијама Позоришта „Бора Станковић” у Врању 11. децембра 2009. године. За председника је изабран књижевник Зоран С. Николић, а у Управни одбор чине, осим њега, још и Анита Александров и Благоје Савић. Први секретар удружења био је Жикица Димитријевић. Удружење је основано уз подршку локалне самоуправе, у чему је пресудан ангажман имао тадашњи градски већник за културу, а касније директор Јавне библиотеке „Бора Станковић” Зоран Најдић. Званично је регистровано у АПР-у фебруару 2010. године, као једина асоцијација које окупља писце из општина Врање, Владичин Хан, Сурдулица, Бујановац, Трговиште, Босилеград и Прешево, али и из Косовског Поморавља. 
Чланови удружења од оснивања до данас били су проф. др. Момчило Златановић, Зоран С. Николић, Благоје Савић, Веселинка Стојковић, Срђан Томић, Душан Ђорђевић, Војкан Ристић, Ненад Трајковић, Ненад Марић, Жикица Димитријевић, Миле Костић Дубница, Анета Александров, Радосав Раша Станојковић, Небојша Цветковић, Зоран Недељковић, Милица Станојковић, Драган Ђунда, Драган Миљковић, Бошко Стаменковић, Душан Аритоновић, Мирослав Манасијевић, Ана Митић, Бранислав Марковић Точак итд. Удружење данас има двадесетак сталних чланова. 
Прокламовани циљеви удружења су: 
- унапређење и афирмација књижевног и културног стваралаштва Врања и јужне Србије
- старање о ауторским правима
- афирмација локалних аутора и њиховог стваралаштва.

Удружење књижевника Врања се активније бави издаваштвом од 2018. године. Успело је да од тада објави по једну или две књиге сваког од својих чланова. Издаваштво се реализује претежно преко пројектног суфинансирања, од средстава из буџета локалних самоуправа и Министарства културе. У оквиру издаваштва, удружење има едицију прозе „Облик”, едицију „Првине” за дебитантске књиге младих аутора, драмску едицију под називом „Драме”, као и едицију „Поезија” у оквиру које објављују књиге афирмисаних песника.
Неки од аутора из удружења заступљени су у антологијама и часописима, објављују своја дела и у књижевним часописима, гласницима и зборницима. Поједини чланови врањског удружења су и чланови Удружења књижевника Србије. Књиге у издању УКВ-а налазе се на полицама Народне библиотеке Србије, Јавне библиотеке Борa Станковић у Врању, као и у школским библиотекама у Врању и општинама југа Србије. Неки од локалних писаца из Врања заступљени су као аутори у Завичајном одељењу Библиотеке Бора Станковић у Врању. Удружење редовно учествује на сајмовима и салонима књига.

## Најважнија издања
- Деца у магли (Срђан Томић, 2020)[5]
- Онај пас из Врања (Зоран С. Николић, 2018)[6]
- Луди Љуба (Србољуб Аритоновић, 2020)[7]
- Газда Глигор (Душан Ђорђевић, 2022)[8]
- Светионици у нама (Бранка Марковић, 2023)[9]
- Царске игре (Жикица Димитријевић, 2018)[10]
- Вукови у нама (Мирослав Манасијевић, 2018)[11]
- Два ваздуха (Благоје Савић, 2019)[12]
- Моја лична верзија свемира (Ненад Марић, 2023)[13]

## Галерија
- Чланови удружења на једној од промоција у Врањској Бањи 2019. године
- Зоран С. Николић, први председник Удружења књижевника Врања
- Промоције књига књижевника - чланова удружења увек буде велико интересовање локалне књижевне публике
- Актуелни председник УКВ-а је дечји песник и прозни писац из Врања Жикица Димитријевић
- Свако издање УКВ-а прати промоција у неком од градских простора у Врању